# Mizzou Arena
Mizzou Arena est une salle de sports située sur le campus de l'Université du Missouri à Columbia et accueille principalement les matchs des équipes masculines et féminines de basket-ball : les Tigers du Missouri.
La salle a ouvert en novembre 2004 afin de remplacer l'ancien Hearnes Center.
Sa capacité est de 15 061 places assises.